# Ludwig Wucherer

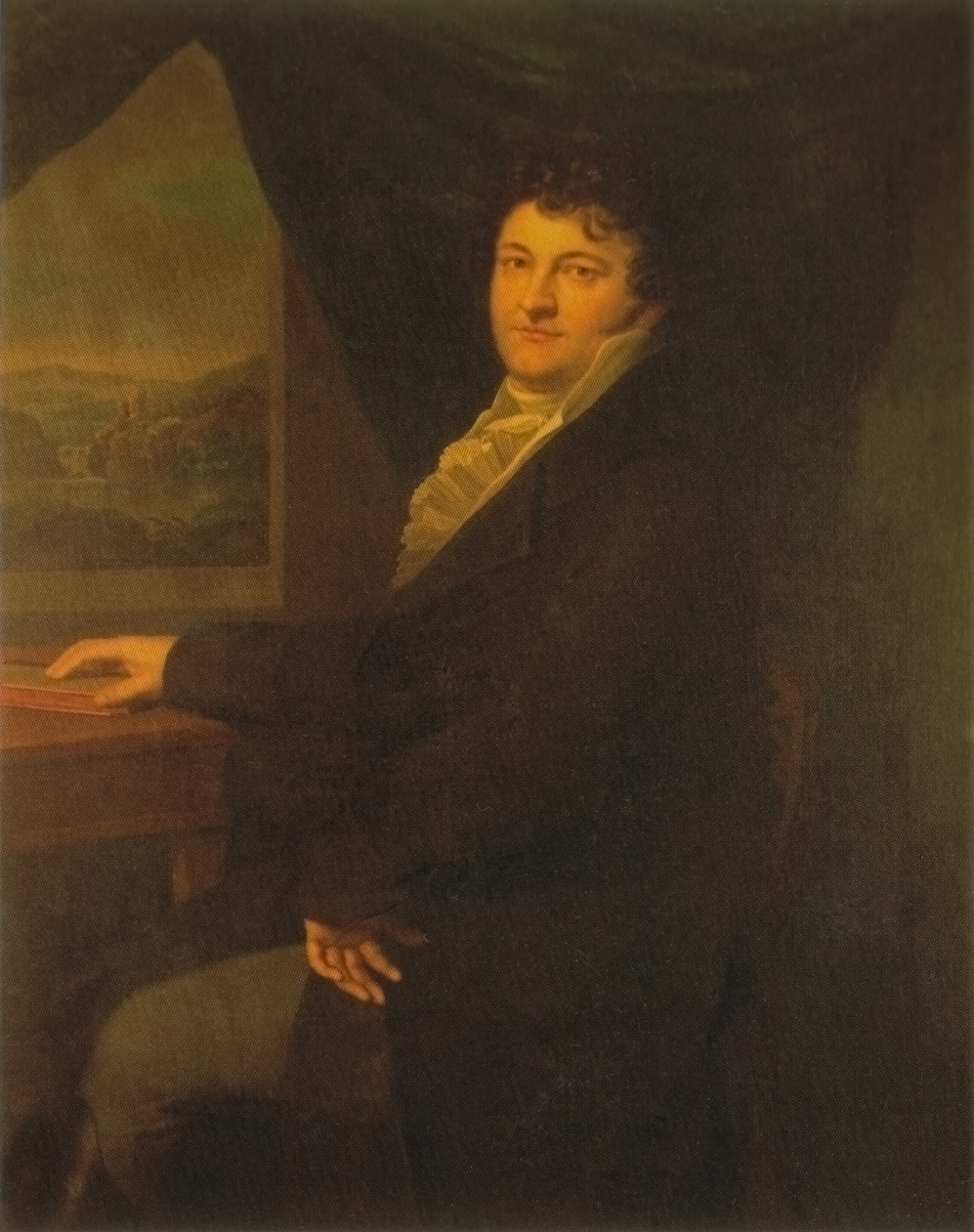
Ludwig Wucherer

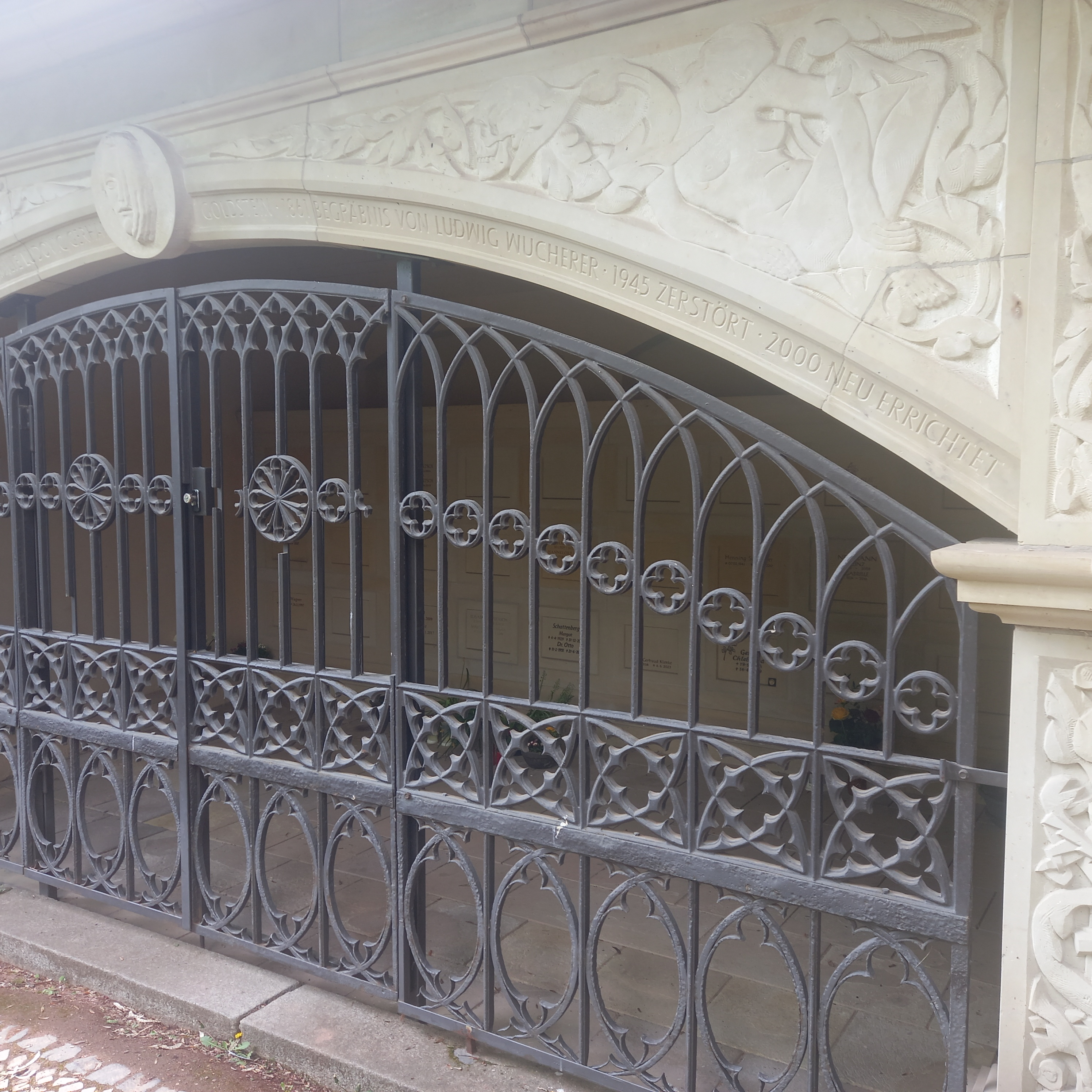
Das Grab von Ludwig Wucherer auf dem Stadtgottesacker in Halle

Ludwig Wucherer (* 30. Mai 1790 in Halle (Saale); † 15. Dezember 1861 ebenda) war ein deutscher Unternehmer.

## Leben
Er war der jüngste Sohn des hallischen Kammerrates und Golgasfabrikanten Matthäus Wucherer in der Großen Ulrichstraße 73. Nach dem frühen Tod der Eltern übernahm Wucherer deren Golgasfabrik, die er erfolgreich weiterführte. Er wurde Stadtrat und besoldeter Kämmerer in Halle (Saale). 1826 war er Mitgründer des Komitees zur Beförderung der Halleschen Schiffahrt sowie 1844 zusammen mit dem Oberbürgermeister Karl August Wilhelm Bertram Mitbegründer und erster Vorsteher der Handelskammer für Halle und den Saalkreis.
Wucherer verhalf Halle sehr früh zu einem Haltepunkt der Bahnstrecke Leipzig–Halle–Magdeburg, die bis 1840 von der Magdeburg-Leipziger Eisenbahn-Gesellschaft in Betrieb genommen wurde. Zu seinen engsten Freunden zählten Karl August Jacob, Johann Gottfried Boltze und Carl Degenkolb, mit denen er im Jahr 1855 die Werschen-Weißenfelser Braunkohlen AG gründete. Wucherer war Mitglied der Hallenser Freimaurerloge Zu den drei Degen. Sein Grab befindet sich auf dem halleschen Stadtgottesacker (Bogen 14).